# Friedrich von Huene
Friedrich von Huene (teljes nevén Friedrich Richard von Hoinigen; 1875. március 22. – 1969. április 4.) balti német őslénykutató.  A fosszilis hüllők vezető szakértőjeként a 20. század elején több dinoszauruszt írt le és nevezett el, mint bármelyik európai kortársa.

## Élete
A Württembergi Királysághoz tartozó Tübingenben született. A Tübingeni Egyetem elvégzése után az intézmény őslénytan professzora lett. Hat évtizednyi karrierje során kutatóként elsősorban a dinoszauruszok szakértőjeként vált ismertté Németországban és Európa más részein. Eredményei közé tartozik egy sárlavina által betemetett több, mint 35 Plateosaurus példány fosszilis csontvázából álló leletegyüttes megtalálása a híres trossingeni kőfejtőben, a dinoszauruszok egyik korai előfutára, a Saltopus 1910-es, a Proceratosaurus 1926-os és az óriás Antarctosaurus 1929-es felfedezése. Számos egyéb dinoszaurusz mellett pteroszauruszokra és más fosszilizálódott állatokra is rábukkant. Több magas szintű taxon, például a Prosauropoda (1920-as) és a Sauropodomorpha (1932-es) megalkotása is a nevéhez fűződik.
1928-ban látogatást tett a dél-brazíliai Rio Grande do Sulban levő Paleorrota geoparkban, majd 1938-ban ugyanott felfedezte a Prestosuchus chiniquensis maradványait.
1995-ben a tiszteletére nevezték el a korai theropodákhoz tartozó Liassaurus hueneit, bár a név később a leírás hiánya miatt érvénytelenné vált.

## Válogatott művei
- Paläontologie und Phylogenie der Niederen Tetrapoden
- Die Saurierwelt und ihre geschichtlichen Zusammenhänge
- Die Erschaffung des Menschen

## Ajánlott irodalom
- Westphal, Frank. Huene, Friedrich von, Neue Deutsche Biographie (NDB), Band 9. Berlin: Duncker & Humblot (1972)

## Fordítás
- Ez a szócikk részben vagy egészben a Friedrich von Huene című angol Wikipédia-szócikk ezen változatának fordításán alapul.  Az eredeti cikk szerkesztőit annak laptörténete sorolja fel. Ez a jelzés csupán a megfogalmazás eredetét és a szerzői jogokat jelzi, nem szolgál a cikkben szereplő információk forrásmegjelöléseként.
- Ez a szócikk részben vagy egészben a Friedrich von Huene című német Wikipédia-szócikk ezen változatának fordításán alapul.  Az eredeti cikk szerkesztőit annak laptörténete sorolja fel. Ez a jelzés csupán a megfogalmazás eredetét és a szerzői jogokat jelzi, nem szolgál a cikkben szereplő információk forrásmegjelöléseként.